# Terry Rozier
Terry William Rozier III (Youngstown, 17 marzo 1994) è un cestista statunitense.
Cresciuto a Youngstown, Ohio, Terry Rozier vive un'infanzia difficile. Tra attacchi d’ira e pessimi rapporti con alcuni parenti, nel 2003 il padre verrà condannato a 13 anni di galera per omicidio colposo e sequestro di persona a seguito di una rapina mal riuscita.

## Statistiche

### NCAA
| Anno      | Squadra              | PG | PT | MP   | TC%  | 3P%  | TL%  | RP  | AP  | PRP | SP  | PP   |
| --------- | -------------------- | -- | -- | ---- | ---- | ---- | ---- | --- | --- | --- | --- | ---- |
| 2013-2014 | Louisville Cardinals | 37 | 10 | 18,9 | 40,1 | 37,1 | 71,2 | 3,1 | 1,8 | 1,0 | 0,1 | 7,9  |
| 2014-2015 | Louisville Cardinals | 36 | 35 | 35,0 | 41,1 | 30,6 | 79,0 | 5,6 | 3,0 | 2,0 | 0,2 | 17,1 |
| Carriera  | Carriera             | 73 | 45 | 26,8 | 40,2 | 33,1 | 77,2 | 4,3 | 2.4 | 1,5 | 0,1 | 12,0 |

#### Massimi in carriera
- Massimo di punti: 32 vs Western Kentucky (20 dicembre 2014)[1]
- Massimo di rimbalzi: 14 vs NC State (27 marzo 2015)
- Massimo di assist: 9 vs Florida State (28 febbraio 2015)
- Massimo di palle rubate: 6 (2 volte)
- Massimo di stoppate: 1 (8 volte)
- Massimo di minuti giocati: 45 vs Michigan State (29 marzo 2015)

### NBA

#### Regular Season
| Anno      | Squadra           | PG  | PT  | MP   | TC%  | 3P%  | TL%  | RP  | AP  | PRP | SP  | PP   |
| --------- | ----------------- | --- | --- | ---- | ---- | ---- | ---- | --- | --- | --- | --- | ---- |
| 2015-2016 | Boston Celtics    | 39  | 0   | 8,0  | 27,4 | 22,2 | 80,0 | 1,6 | 0,9 | 0,2 | 0,0 | 1,8  |
| 2016-2017 | Boston Celtics    | 74  | 0   | 17,1 | 36,7 | 31,8 | 77,3 | 3,1 | 1,8 | 0,6 | 0,1 | 5,5  |
| 2017-2018 | Boston Celtics    | 80  | 16  | 25,9 | 39,5 | 38,1 | 77,2 | 4,7 | 2,9 | 1,0 | 0,2 | 11,3 |
| 2018-2019 | Boston Celtics    | 79  | 14  | 22,7 | 38,7 | 35,3 | 78,5 | 3,9 | 2,9 | 0,9 | 0,3 | 9,0  |
| 2019-2020 | Charlotte Hornets | 63  | 63  | 34,3 | 42,3 | 40,7 | 87,4 | 4,4 | 4,1 | 1,0 | 0,2 | 18,0 |
| 2020-2021 | Charlotte Hornets | 69  | 69  | 34,5 | 45,0 | 38,9 | 81,7 | 4,4 | 4,2 | 1,3 | 0,4 | 20,4 |
| 2021-2022 | Charlotte Hornets | 73  | 73  | 33,7 | 44,4 | 37,4 | 85,2 | 4,3 | 4,5 | 1,3 | 0,3 | 19,3 |
| 2022-2023 | Charlotte Hornets | 63  | 63  | 35,3 | 41,5 | 32,7 | 80,9 | 4,1 | 5,1 | 1,2 | 0,3 | 21,1 |
| 2023-2024 | Charlotte Hornets | 30  | 30  | 35,5 | 45,9 | 35,8 | 84,5 | 3,9 | 6,6 | 1,1 | 0,4 | 23,2 |
| 2023-2024 | Miami Heat        | 31  | 30  | 31,5 | 42,3 | 37,1 | 91,3 | 4,2 | 4,6 | 1,0 | 0,3 | 16,4 |
| 2024-2025 | Miami Heat        | 64  | 23  | 25,9 | 39,1 | 29,5 | 85,2 | 3,7 | 2,6 | 0,6 | 0,2 | 10,6 |
| Carriera  | Carriera          | 665 | 381 | 27,6 | 41,8 | 36,1 | 82,9 | 3,9 | 3,5 | 0,9 | 0,2 | 13,9 |

#### Play-off
| Anno     | Squadra        | PG | PT | MP   | TC%  | 3P%  | TL%  | RP  | AP  | PRP | SP  | PP   |
| -------- | -------------- | -- | -- | ---- | ---- | ---- | ---- | --- | --- | --- | --- | ---- |
| 2016     | Boston Celtics | 5  | 0  | 19,6 | 39,1 | 36,4 | 100  | 3,4 | 1,2 | 0,2 | 0,6 | 4,8  |
| 2017     | Boston Celtics | 17 | 0  | 16,3 | 40,2 | 36,8 | 80,0 | 2,6 | 1,9 | 0,6 | 0,2 | 5,6  |
| 2018     | Boston Celtics | 19 | 19 | 36,6 | 40,6 | 34,7 | 82,1 | 5,3 | 5,7 | 1,3 | 0,3 | 16,5 |
| 2019     | Boston Celtics | 9  | 0  | 18,0 | 32,2 | 23,5 | 75,0 | 4,3 | 1,9 | 0,4 | 0,2 | 6,4  |
| Carriera | Carriera       | 50 | 19 | 24,7 | 39,3 | 33,5 | 80,9 | 4,0 | 3,3 | 0,8 | 0,3 | 9,8  |

#### Massimi in carriera
- Massimo di punti: 43 vs New Orleans Pelicans (9 maggio 2021)[2]
- Massimo di rimbalzi: 11 (2 volte)
- Massimo di assist: 11 (5 volte)
- Massimo di palle rubate: 6 vs Orlando Magic (24 novembre 2021)
- Massimo di stoppate: 3 vs Washington Wizards (14 marzo 2018)
- Massimo di minuti giocati: 49 vs Cleveland Cavaliers (18 novembre 2022)

### G League
| Anno      | Squadra         | PG | PT | MP   | TC%  | 3P%  | TL%  | RP  | AP  | PRP | SP  | PP   |
| --------- | --------------- | -- | -- | ---- | ---- | ---- | ---- | --- | --- | --- | --- | ---- |
| 2015-2016 | Maine Red Claws | 14 | 14 | 33,7 | 39,3 | 33,8 | 77,6 | 6,4 | 7,8 | 1,9 | 0,1 | 19,4 |
| Carriera  | Carriera        | 14 | 14 | 33,7 | 39,3 | 33,8 | 77,6 | 6,4 | 7,8 | 1,9 | 0,1 | 19,4 |